# Nogaier

Ethnolinguistische Karte der Kaukasusregion mit dem Siedlungsraum der Nogaier

Die Nogaier (nogaisch ногай /noġaj/, ногайлар /noġajlar/; russisch ногайцы /nogaizy/) sind eine turksprachige Ethnie des Kaukasusgebietes. Sie sind ein westtürkisches Volk der kiptschakischen Untergruppe.

Flagge der Nogaier

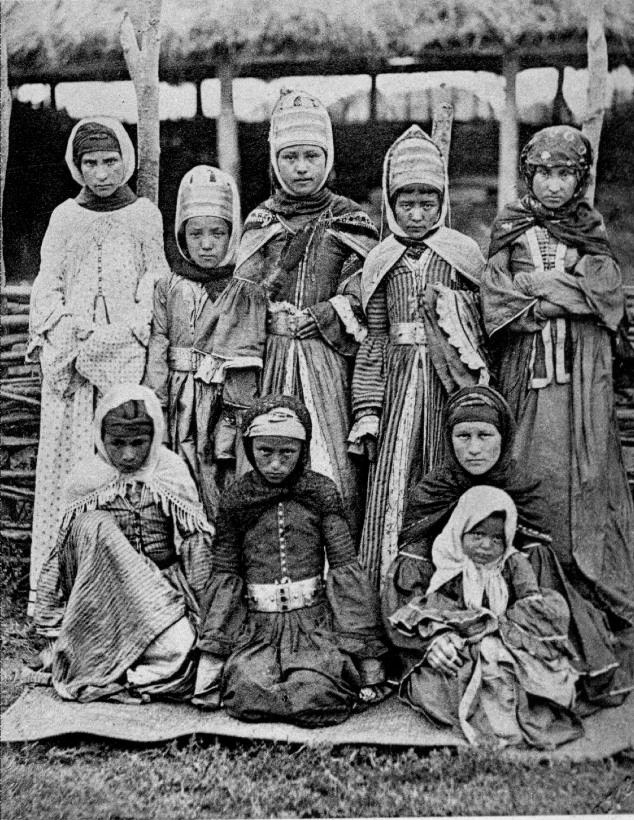
Nogaiische Mädchen zu Beginn des 20. Jahrhunderts

Weltweit gibt es rund 130.000 Nogaier, von denen die große Mehrheit, knapp 104.000, in Russland lebt.

## Alternative Bezeichnungen
Für die Volksgruppe der Nogaier ist im Deutschen auch „Noghaier“ gebräuchlich. Frühere Bezeichnungen sind auch „Karatataren“ bzw. „Schwarz-Tataren“,  „Nogai-Tataren“, „Berg-Tataren“ oder einfach nur „Tataren“. Im Türkischen ist die Bezeichnung „Nogay Türkleri“ (Nogay-Türken) gebräuchlich.

## Namensherkunft und Ethnogenese
Der Volksname „Nogaier“ leitet sich von einem Nachfahren Dschingis Khans ab. Nogai Khan spaltete sich 1260 mit verschiedenen tatarischen Regionalstämmen von der Goldenen Horde ab und errichtete ab 1280 ein autonomes Khanat. „Nogai“ stammt vom mongolischen Wort нохой /nochoj/ (Hund) ab und war im mongolischen kulturellen Kontext, im Gegensatz zum islamischen, ein respekteinflößender Name – vgl. auch die Flagge der Nogaier, die auf die persönliche Standarte Nogai Khans zurückgeht. Unter Umständen war es damit auch eine mögliche turksprachige Bezeichnung für „Nomade“, besonders als die Nogaier größere westliche Teile der eurasischen Steppen beherrschten.

## Religion
Der Religion nach sind die Nogaier überwiegend sunnitische Muslime, daneben existiert mit dem Clan der Karaagatsch eine kleine schiitische Minderheit.

## Siedlungsraum

### Russland und Europa

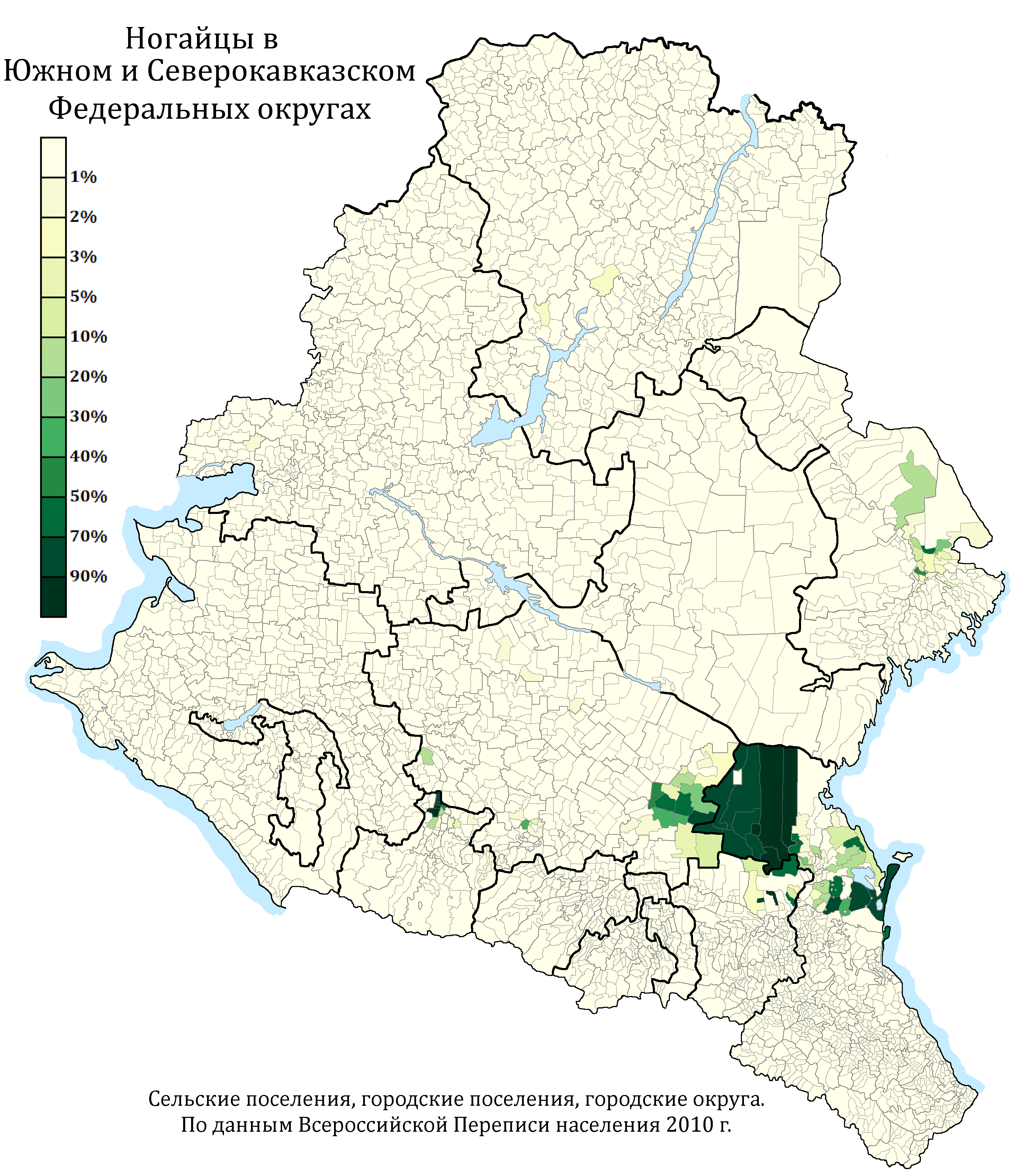
Nogaische Siedlungsgebiete nach der Volkszählung 2010 in Südrussland und dem russischen Nordkaukasus. In Nord-Dagestan meist Kara-Nogaier, in der westlich angrenzenden Region Stawropol meist Atschikulak-Nogaier; im Südwesten, in Karatschai-Tscherkessien und Umgebung meist Kuban- oder Ak-Nogaier; im Nordosten noch eine Minderheit im Ausgangsgebiet an der unteren Wolga bei Astrachan

Die Nogaier leben heute vor allem im südlichen Russland. Ihr russisches Hauptsiedlungsgebiet bildet der Nordkaukasus und dort hauptsächlich die Steppengebiete des nördlichen Kaukasus. Die russische Volkszählung von 2010 ermittelte für ganz Russland 103.660 Nogaier, davon 40.407 in der russischen Teilrepublik Dagestan, hier vor allem im Nogaiski rajon, 22.006 in westlichen Nachbargebieten der Region Stawropol, 15.654 in der Republik Karatschai-Tscherkessien, wo seit 2007 ebenfalls ein Nogaiski rajon besteht, und 3.444 in Tschetschenien.
In Dagestan existiert mit dem Nogaiski rajon ein autonomer Bezirk der Nogaier; Hauptort ist Terekli-Mekteb. Dieses Gebiet wird nach ihnen auch als „Nogaier-Steppe“ bezeichnet. Die Nogaier-Steppe, und damit das größte zusammenhängende nogaische Siedlungsgebiet, erstreckt sich von Dagestan bis in den angrenzenden Teil der Region Stawropol (Neftekumski rajon) und bis in den nördlichsten Teil Tschetscheniens (Schelkowski rajon). Während die Zahl der Nogaier in Stawropol steigt, ist ihr Bevölkerungsanteil in Tschetschenien stark rückläufig und hat sich dort zwischen 1989 und 2010 mehr als halbiert. Aber auch im nördlichen Tschetschenien gibt es noch immer mehrheitlich nogaische Ortschaften, wie etwa Karschyga-Aul, Sary-Suu und Oras-Aul.
Seit 2007 wurde darüber hinaus in Karatschai-Tscherkessien ein weiterer, allerdings kleinerer Rajon der Nogaier gegründet. Dieser ist räumlich nicht mit dem restlichen nogaischen Siedlungsgebiet verbunden. Hauptort ist Erken-Schachar.
Ein weiteres, isoliertes Siedlungsgebiet der Nogaier ist die untere Wolga nahe Astrachans, wo heute rund 8.000 Nogaier leben. Sie verfügen dort allerdings über keine Autonomie und sind wegen ihrer geringen Anzahl einem hohen Assimilierungsdruck von Seiten der bevölkerungsreicheren Nachbarvölker ausgesetzt.

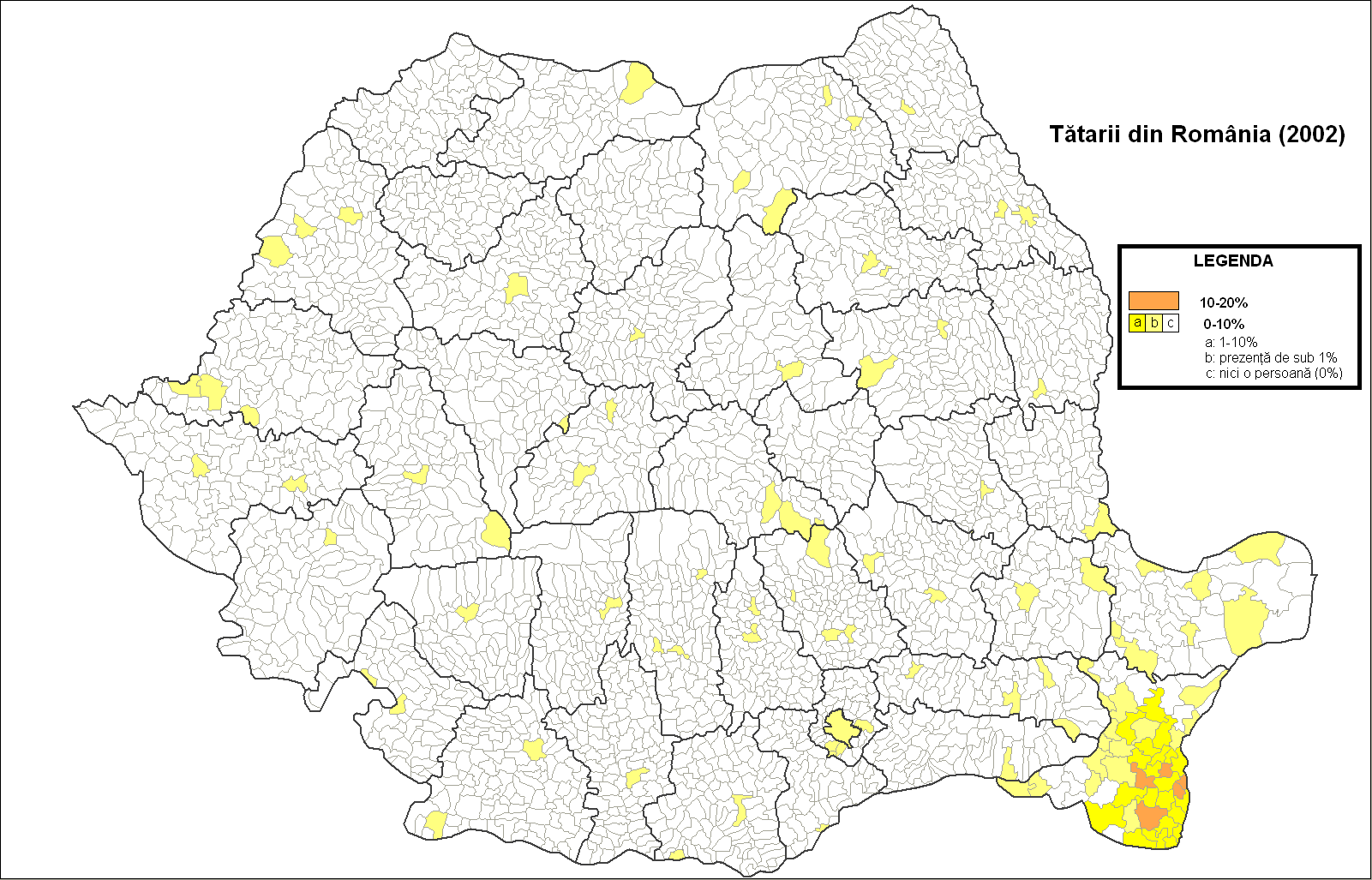
Die ethnische Minderheit der „Tataren“ in Rumänien sind faktisch alle Nachkommen nogaischer Stammesföderationen

Nogaische Minderheiten waren und sind auch außerhalb Russlands anzutreffen. Eines der nogaischen Siedlungsgebiete war die heutige Ukraine, wo Nogaier in den Gebieten Budschak, Jedisan und Taurien lebten. Als die russischen Zaren im 18. Jahrhundert die gesamte Ukraine von den Osmanen eroberten, leiteten sie eine Umsiedlung der Nogaier in den Kaukasus ein, da sie befürchteten, die Nogaier würden als muslimisches Turkvolk weiterhin mit den Osmanen kooperieren. Tausende Nogaier widersetzten sich den Umsiedlungen und flohen daraufhin ins Osmanische Reich. In der Dobrudscha leben heutige noch einige tausend rumänische Nogaier, die dort offiziell als „Tataren“ summiert werden. In Rumänien siedeln die Nogaier hauptsächlich in den Regionen rund um die Ortschaften Kogălniceanu, Kocali, Valea Dacilor und Kubadin.
Sehr kleine nogaische Minderheiten leben darüber hinaus in Litauen, Polen und Bulgarien. Eine ungewisse Anzahl von Nogaier lebt auch in Westeuropa als ethnische Minderheit. Doch dort werden sie von den jeweiligen Ländern nicht nach ihrer Nationalität, sondern nach der Staatsangehörigkeit erfasst. So sind die meisten von ihnen dann auch amtlich als „Russen“ summiert worden.
In der Türkei leiten bis zu eine Million Menschen ihre Herkunft von den Nogaiern ab. Es handelt sich dabei um Nachkommen nogaischer Emigranten und Flüchtlinge aus dem Russischen Zarenreich, die sich in der Türkei in den Provinzen Ceyhan/Adana, Eskişehir und Ankara, ferner auch Tokat, Konya und Istanbul niederließen. Wenngleich sich in der Türkei noch mehrere tausend Menschen als Nogaier bezeichnen, sind sie dort heute fast vollständig assimiliert und sprechen nur in den seltensten Fällen noch die nogaische Sprache.

### Untergruppen
In den verschiedene Siedlungsräumen bildeten sich im Laufe der Geschichte sechs Untergruppen aus:
- die Kuban-Nogaier östlich des Asowschen Meeres, heute vor allem in Karatschai-Tscherkessien, auch Ak-Nogaier (= Weiß-Nogaier) genannt
- die Kara-Nogaier (= Schwarz-Nogaier) in Dagestan, manchmal die Zentral- oder Atschikulak-Nogaier in der Region Stawropol einschließend, manchmal beide als getrennte Gruppen unterschieden
- die Bujak (oder Bicak), die ursprünglich zwischen Donau und Dnjestr beheimatet waren (die heutige Region Budschak)
- Jedsan (oder Cedsan), ursprünglich zwischen Dnjestr und Bug (das Gebiet hieß daher auch Jedisan)
- Jamboyluk, ursprünglich zwischen Bug und Krim
- Jedischkul, ursprünglich nördlich der Krim

Die Nogaier wurden mitunter auch nur in drei Territorialgruppen eingeteilt:
- Atschikulak-Nogaier (Zentral-Nogaier), meistens in der Region Stawropol
- Kara-Nogaier (Schwarz-Nogaier), meistens in Nord-Dagestan
- Ak-Nogaier (Weiß-Nogaier), meistens heute in Karatschai-Tscherkessien

Die westlicheren Gruppen werden in dieser Zählung, wie in der Ukraine und Rumänien üblich, zu den Tataren gezählt. 
Diese Unterteilung umfasst nur die Nogaier, die in Russland als gesonderte ethnische Minderheit registriert werden und die nogaische Sprache als Schrift-, Schul- und Literatursprache verwenden. Die Regionalgruppen, die in der Ukraine, Rumänien und anderen Ländern leben, und dort meist als „Tataren“ gezählt werden und das Tatarische als Schriftsprache mit verwenden, sind in dieser Unterteilung nicht enthalten.

## Geschichte

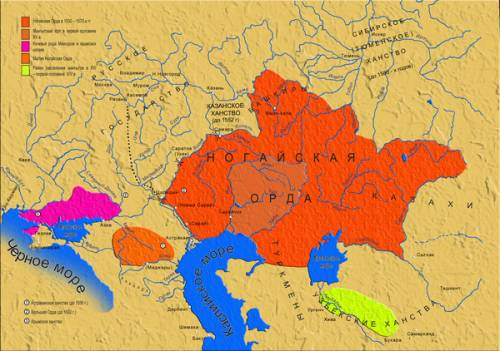
Nomadisierungsgebiete der Nogaier. Orange: Nogaier-Khanat Ende 13. Jahrhundert unter Nogai Khan; Dunkleres orange am Uralfluss: Resthorde Ende 16. Jahrhundert kurz vor der Niederlage gegen die Kalmücken; Violett: Kleine Horde; Helles orange: Große Horde Mitte 17. Jahrhundert.

Um 1260 spalteten sich die Vorfahren der heutigen Nogaier von der Goldenen Horde ab und gründeten um ca. 1280 das unabhängige Khanat der Nogaier-Horde. Später waren sie Vasallen des mongolischen Khanats Astrachan. Die Nogaier besaßen lange eine nomadische Tradition und zogen ihren Viehherden zu den Weidegründen nach. Daneben betrieben sie aber auch vereinzelt den Anbau von Getreide. Allerdings hatten die Nogaier der russischen Expansion in Richtung Schwarzes Meer und Kaukasus wenig entgegenzusetzen und wurden Anfang des 17. Jahrhunderts von den Kalmücken, bzw. dem Kalmückischen Khanat unterworfen und ihre Stammesverbände wanderten kurz danach nach Westen ab. Dort gründeten sie zwei neue Nomadenhorden: die „Große Horde der Nogaier“ im nördlichen Steppenvorland des Kaukasus und die „Kleine Horde der Nogaier“ nördlich des Krimkhanats, die zeitweilig bis Jedisan und Budschak im Westen und bis zum Kuban im Osten reichte. Nachdem dieses 1556 von Russland unterworfen wurde, schloss sich die Kleine Horde dem Krim-Khanat an, für das sie den nördlichen Grenzschutz übernahmen. Damit waren sie zeitweise die Herrscher des pontischen Steppengebietes bis zur Dobrudscha. Nogaier trugen zur Ausbreitung des Islam in der Ukraine bei. Die Nogaier der Großen Horde wichen dagegen Mitte 17. Jahrhundert nach der Invasion der Kalmücken ins nördliche Vorland des Kaukasus aus.
Hatten die ständigen Raubzüge der Nogaier zunächst ein Vordringen slawischer Siedler verhindert, wurden die Muslime nach dem Sieg Russlands über das Krim-Khanat und die Annexion der entsprechenden Gebiete im Jahre 1783 nach Süden verdrängt. Ihre Zeltsiedlungen wurden nun oft von Russen in Brand gesteckt, ihr Besitz konfisziert, sodass die meisten Nogaier im Gebiet der Tscherkessen am Fuß des Kaukasus Zuflucht suchten oder in das Osmanische Reich emigrierten. So siedelten vor allem Angehörige der Bujak und der Jedsan (insgesamt rund 7.000 Menschen) im Gebiet der Dobrudscha, von denen aber später viele weitere nach Anatolien zogen. Der größte Exodus fand allerdings um das Jahr 1859 statt, als etwa 50.000 der insgesamt 70.000 um Stawropol und am Kuban lebenden Nogaier das Zarenreich Richtung Osmanisches Reich verließen. Ihnen schlossen sich auch Nogaier an, die auf der Krim und in der Ukraine lebten. 1860 zogen auch rund 300.000 Krimtataren, mit denen die Nogaier traditionell verbündet waren, ins Osmanische Reich. Andere Nogaier zogen, gemeinsam mit Tscherkessen, direkt aus dem Kaukasus in die Türkei. Fast alle Nogaier außerhalb Russlands sind heute assimiliert.
1928 wurde in der Sowjetunion mit dem „Karanogaiski rajon“ der erste autonome Kreis der Nogaier gegründet. Dieser wurde 1966 umbenannt und heißt heute Nogaiski rajon. 2007 wurde darüber hinaus in Karatschai-Tscherkessien ein weiterer, allerdings kleinerer Rajon der Nogaier gegründet. Daneben existieren bis heute einzelne Dörfer in den Steppen der Küstengebieten der Ukraine und Rumäniens, deren Bewohner auf die Nogaier der Kleinen Horde zurückgehen. Im Gegensatz zu Russland werden diese aber häufig als „Tataren“ bezeichnet und damit ethnisch nicht von den Tataren unterschieden.